# Javier Bódalo
Javier González Madrigal, más conocido como Javier Bódalo (24 de junio de 1990, Madrid), es un actor español.

## Biografía
En televisión, ha interpretado personajes como el Rana en la serie Cuéntame como pasó,  el Díez en la serie Los Serrano o el de Tito en Pelotas, así como los que interpretó en A las once en casa, El comisario, Abogados o El pantano. 
En el cine ha participado en películas como La hora de los valientes (1998), El espinazo del diablo (2001), El florido pensil (2002), Cobardes (2008) Promoción fantasma (2012) o   La noche del virgen  (2016). En teatro ha interpretado al Lazarillo de Tormes y en Príncipe y mendigo.

## Filmografía

### Cine
| Año  | Título                          | Personaje          |
| ---- | ------------------------------- | ------------------ |
| 1998 | La hora de los valientes        | Pepito             |
| 2001 | El espinazo del diablo          | Búho               |
| 2002 | El florido pensil               |                    |
| 2002 | Nos miran                       | Niño 3             |
| 2008 | Los Dalton contra Lucky Luke    | Luis               |
| 2007 | Su majestad Minor               | Nuño de Santillana |
| 2008 | Cobardes                        | Chape              |
| 2008 | No se preocupe                  |                    |
| 2012 | Promoción fantasma              | Pinfloy            |
| 2013 | Faraday                         | Faraday            |
| 2015 | Cómo sobrevivir a una despedida | Jonathan           |
| 2016 | La noche del virgen             | Nico               |
| 2017 | Pieles                          |                    |
| 2017 | Zona hostil                     | Cabo Angulo        |
| 2018 | Tiempo después                  | Ángel Luis         |

### Series
| Año         | Título                             | Personaje                  |
| ----------- | ---------------------------------- | -------------------------- |
| 1999        | A las once en casa                 | 1 episodio                 |
| 2000 - 2005 | El comisario                       | Roberto                    |
| 2000 - 2008 | Hospital Central                   | Gustavo / Ramiro           |
| 2001        | Policías en el corazón de la calle | Koke                       |
| 2001        | Abogados                           |                            |
| 2003        | El pantano                         | Nico                       |
| 2004 - 2005 | Los Serrano                        | Díez                       |
| 2009 - 2010 | Pelotas                            | Tito                       |
| 2011        | El secreto de Puente Viejo         | Rey Alfonso XIII de España |
| 2012 - 2017 | Cuéntame cómo pasó                 | El Rana                    |
| 2013        | Águila Roja                        | Álex                       |
| 2013        | Are you APP?                       |                            |
| 2014        | Los misterios de Laura             | Álex Gimeno                |
| 2014        | Vive cantando                      | Coque                      |
| 2016        | Paquita Salas                      | Actor de teatro            |
| 2016        | Centro médico                      |                            |
| 2019        | Matadero                           |                            |
| 2020        | Por H o por B                      | Johnny                     |
| 2020        | 30 monedas                         | Antonio                    |
| 2023        | El pueblo                          | Miguel Ángel               |

### Cortos
| Año  | Título          | Personaje    |
| ---- | --------------- | ------------ |
| 2000 | Frasquito       | Carlitos     |
| 2001 | Quién           |              |
| 2014 | Los comediantes |              |
| 2014 | 21 con 40       | Repartidor   |
| 2015 | Screener        | Chico        |
| 2016 | Horror Vacui    | Hijo         |
| 2017 | Hidden Devil    | Adanor       |
| 2017 | El cierre       |              |
| 2017 | Scratch         | JM           |
| 2017 | Turno de noche  | Nacho "Rata" |
| 2018 | Resarcimiento   |              |
| 2018 | Rural Cops      |              |

### Teatro
| Año  | Título              | Personaje    |
| ---- | ------------------- | ------------ |
| 2007 | Lazarillo de Tormes | Lázaro       |
| 2011 | Príncipe y mendigo  | Protagonista |